# 萘锂
萘锂是一种有机化合物，化学式为LiC10H8。锂在苯中与萘反应可以得到萘锂。萘锂可以用作还原剂，可溶于乙醚、苯和四氢呋喃。但它与四氢呋喃或质子溶剂在加热时反应。